# Halka (opera)
Halka je tragická opera o čtyřech dějstvích, poprvé uvedená v roce 1858 v divadle Teatr Wielki ve Varšavě.
Libreto napsal Włodzimierz Wolski (1824-1882) a hudbu složil Stanisław Moniuszko. Je to polská národní opera a vedle opery Strašidelný zámek (Straszny dwór) také nejznámější opera skladatelova.

## Literární předloha
Ve Varšavě, kam se Moniuszko přestěhoval v roce 1846, se seznámil s revolučními spisy Wlodzimierze Wolského. Wolski Moniuszka upozornil na lidovou báseň „Góralka“ a nabídl mu vytvořit z ní libreto opery. V malé horské vsi žije prostá dívka Halka, kterou láska svedla dohromady s mladým šlechticem Januszem. Ten se však znovu zamiluje a na trpělivě čekající Halku rychle zapomíná... První dvouaktová verze opery měla koncertní provedení amatérského hudebního souboru v roce 1848 na radnici ve Vilně, kde byl Moniuszko zaměstnán jako varhaník a později jako dirigent. Varšava dílo odmítla z důvodů ruské cenzury; šlechta dopadla v opeře špatně a kritika poddanského systému v sobě skrývala estetickou a politickou výbušnou sílu. V roce 1854 měla ještě dvouaktová verze premiéru ve Vilně. Pak se Moniuszko rozhodl přepsat Halku na velkou čtyřaktovou operu, která byla uvedena v divadle Teatr Wielki v roce 1858.

## Hudba

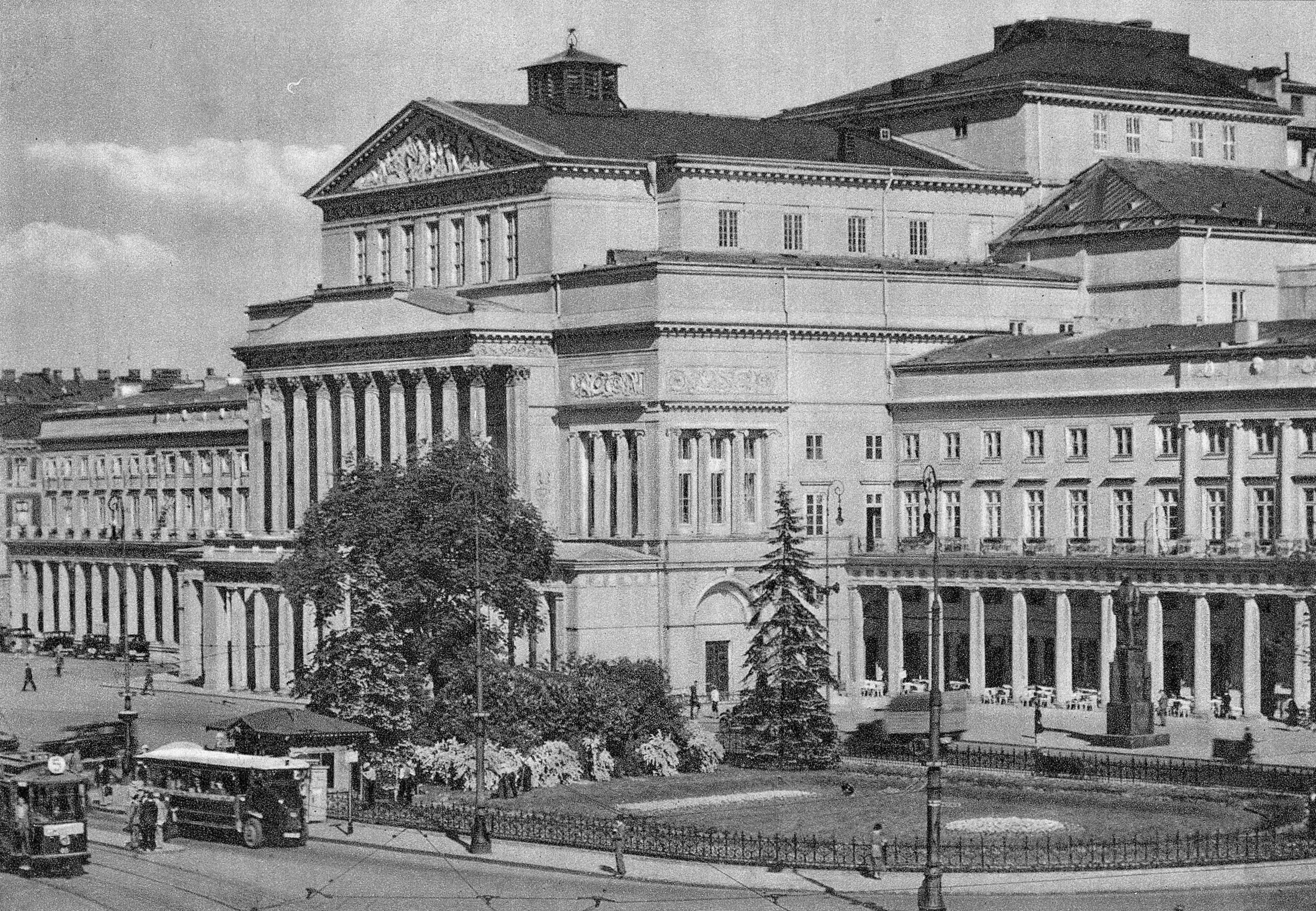
Velké divadlo ve Varšavě, místo premiéry konečné verze Halky

Baladický, melancholicky krásný příběh chudého selského děvčete zhudebnil Moniuszko s velkou sympatií k titulním rolím. Zejména části Halky a Jontka s dramaticky rozsáhlými áriemi obsahují ozvěny polské lidové hudby. Hudba je složena z leitmotivů a vychází z melodií polských lidových písní i strhujících rytmů tradičních tanců jako polonéza, mazurka a z motivů tanců horalů, ke kterým Halka patří.
Skutečnost, že Moniuszko znal hudební proudy své doby, jmenovitě belcanto v Itálii a elegantní hudební proudy ve Francii, neobyčejně dobře vytváří na jedné straně strhující a na druhé straně velmi dojemné dílo. Jeho hudba tak na mnoha místech okouzluje pomocí motivů venkovské atmosféry a hor, spolu s motivy šumících borovic a smrků. Zajímavé je, že na jedné straně jsou slyšitelné hranice mezi světem šlechty a světem lidu, ale třeba v dojemném duetu mezi Halkou a Januszem se na druhé straně spojují v rovině momentálního pocitu. Jsou zde zřetelné vlivy Aubera, Mendelssohna a Lortzinga.

## Charakter opery
Je to polská národní opera, která hudebně i obsahově vyjadřuje to, co Poláci cítili po celé 19. století. Deprimující realita, že vlastní národ zmizel z mapy Evropy (viz dělení Polska) a že termín „Polsko“ byl spíše ideálem než politickým faktem, tato realita znamenala, že národní identita nacházela výraz pouze v uměleckých představách. Moniuszkova hudba uspokojovala potřeby polského publika. Viděli v ní sami sebe, tím jak cítili a mysleli. Polská národní opera proto více než v kterékoli jiné zemi odrážela nejen politické události, ale dokonce je i nahrazovala.
Moniuszko navíc nepřebírá historický, ale spíše současný materiál se sociálně kritickou tendencí: příběh nevolnice Halky, která je svedena svým mladým pánem a poté vyhnána. Je to poprvé, co hlavní hrdina z nižší společenské vrstvy vstupuje na scénu tragické opery.

## Hudebněhistorický význam
V roce 1858, v době dělení Polska, zasáhl Moniuszko nerv utlačovaných Poláků. Jejich utrpení z rukou vládnoucích mocností ukázal na osudu svedené, zrazené a opuštěné Halky. S Halkou se skladatel Stanisław Moniuszko stal tvůrcem polské národní opery. K námětu opery ho inspirovalo selské povstání v Haliči v polovině 40. let 19. století.

## Osoby
- Halka, horalka z Januszovy vesnice – soprán
- Janusz, šlechtic a statkář – baryton
- Jontek, horal z Januszovy vesnice – tenor
- stolník, zámecký pán, hodnostář krále – bas
- Zofia, jeho dcera – soprán/mezzosoprán
- Dziemba herbu Ziemba, majordomus, důvěrník stolníka – bas
- dudák z Januszovy vesnice – mluvená role
- hosté z řad šlechty, svatební svědkové, družičky, služebníci, lidé.

## Děj opery
První dějství
Místní šlechta přijela na stolníkův dvůr oslavit zasnoubení jeho dcery Zofie s Januszem, mladým dědicem horalských vesnic. Stolnikův důvěrný sluha Dziemba za zvuku polonézy připíjí na blaho mladého páru. Když Janusz a Zofia žádají stolníka o tradiční požehnání, slyší smutný zpěv venkovské dívky, která zoufale hledá svého milence. Tento zpěv dojme každého, nejvíce však Janusze, který poznává hlas Halky – dívky z hor, kterou miloval a opustil pro stolnikóvu dceru. Otázky Žofie a stolníka odmítne Janusz slovy soucitu s neznámou dívkou a zůstává sám pod záminkou, že chce nešťastnou dívku podpořit. Janusz vyjadřuje v krátké árii svou lásku k opuštěné Halce i výčitky svědomí, které ho pronásledují. Na to přichází Halka a když vidí Janusze, přitulí se k němu. Bezmocný Janusz ji tváří v tvář její radosti ujišťuje o svých neměnných citech a slibuje, že se k ní vrátí. Když slyší, že se hosté vracejí, dívku propustí a řekne jí, aby počkala na domluveném místě. Halka odchází plná víry ve znovu nabyté štěstí a zapomíná na varování Jonteka, mladého horala, který je do ní zamilovaný. Dav pobavených hostů jásá na počest stolnika, nevěsty a ženicha. Dziemba hraje mazurku a pokračují zásnuby.
Druhé dějství
Halka čeká na Janusze, ale místo něho přichází její přítel z dětství, horal Jontek. Halce, kterou dávno miluje, v plné nahotě odhaluje bláznivost její naděje. Halka však znovu vyjadřuje svou lásku k Januszovi a naději na návrat šťastných dnů. Jontka obviní ze lži o nevěře svého milovaného. Jontek se ji snaží přesvědčit, že ji Janusz skutečně opustil. S hlubokou lítostí mluví o své odmítané lásce k dívce. Halka slyší přípitky od dvora, jde ke dveřím a požaduje, aby ji pustili k pánovi, otci jejího dítěte. Rozzlobený Janusz vyjde ven a zbije Jontka za to, že přivedl Halku na panství. Pak mu přikáže, aby ji doprovodil zpět do hor a slíbí mu odměnu. Zoufalá Halka je obklopena hosty - její smutný zpěv jim kazí zábavu. Na rozkaz stolníka vyženou sluhové Halku i Jontka z domu.
Třetí dějství
Děj se přesouvá do horské vesnice, kterou vlastní Janusz. Horalové po týdnu práce odpočívají a mluví o očekávané Januszově svatbě. Vidí, jak se Halka a Jontek vracejí. Jontek jim vypráví o Halčině osudu, o zradě vznešeného pána, o tom, že je vyhnali jako psy. Všichni litují ubohé děvče, které ze žalu ztratilo jasný rozum. V dálce se objevuje Januszův svatební průvod, který jde na svatbu do kostela.
Čtvrté dějství
Ke svatbě se sjelo panstvo do horského kostelíka. Na náměstí před kostelem se objeví Jontek a nařídí dudákovi, který svatebčanům hraje na uvítanou, aby hrál smutně. Když přijíždí Janusz a Zofia oslavit svou svatbu, Dziemba přesvědčuje rozzlobené vesničany, aby se z úcty k nevěstě chovali vesele. Zofia si všimne, že je Halka nazlobená, vzpomene si, že už ji někde viděla a ptá se, co se děje. Janusz přiznává, že je to dívka, která narušila jejich zásnubní večírek, ale rychle svou nevěstu zavede do kostela, aby se nemohla dále ptát. Jen Jontek se odváží volat na něho trest boží. Ve chvíli,kdy v osvětleném chrámu Halka zahlédne Januše u oltáře s jinou ženou, pochopí plně skutečnost. Halce umírá dítě a ve své šílenosti se rozhodne zapálit kostelík. Ale zvuk varhan a zpěv z kostela zabrání ubohé ženě v pomstě a její myšlenky se obrací k Bohu, kterého prosí za odpuštění. Pak sama ukončí život skokem do Visly.

## Inscenační historie

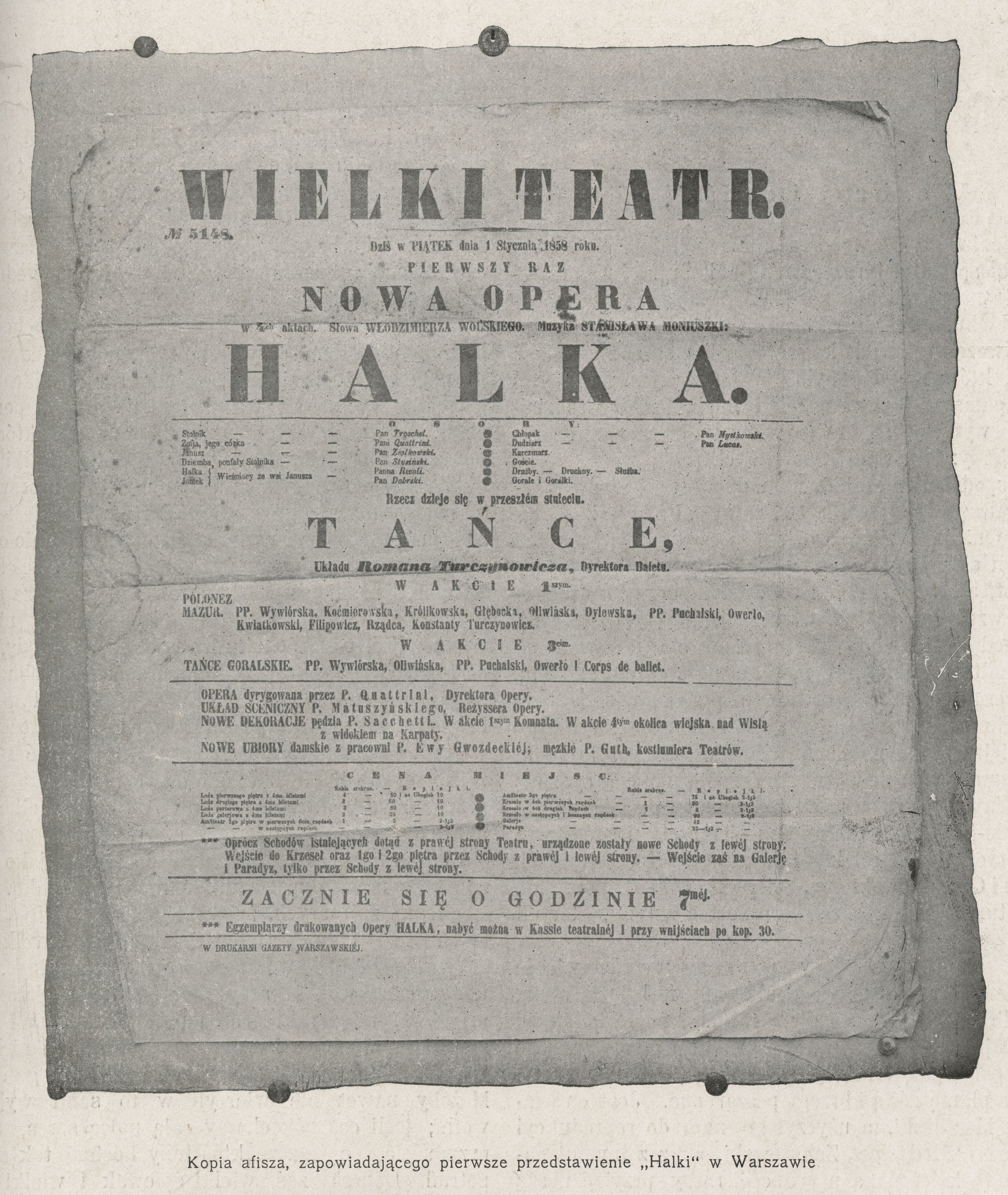
Divadelní plakát premiéry

Přes masivní kritiku reakčního tisku ruských okupačních vojsk měla Halka velký úspěch. Moniuszko s ní za pomoci klavíristky Marie Kalergis objel Francii a v Praze připravil český národní skladatel Bedřich Smetana její pražskou premiéru.
Premiéry:
- 1848 – Vilnius ( 2-aktová verze)[2]
- 1858 – Varšava (4-aktová verze)[2]

Ze zahraničních vystoupení:
- 1868 – Praha[3]
- 1935 – Hamburk
- 1959 – newyorská Carnegie Hall v provedení Polonia Opera Company v čele s Louisem Kowalskim. Opera byla nastudována ve stejném představení také v Buffalu, Chicagu, Detroitu a Hertfordu [4]
- 1960 – Lille (francouzská verze)[5]
- 1971 – Havana [6]
- 1986 – Spojené státy americké a Kanada (9.–25. října), koncertní turné Slezské opery (z Toronta do Chicaga)[7]
- 1986 – Lyon[8]
- 1988 – (12.–23. října), turné Slezské opery s představením Halka (trasa z Montrealu do New Yorku [9]
- 1995 – Osaka
- 2017 – Londýn, v divadle POSK (Polské společenské a kulturní centrum)[10]
- 2018 – Helsinky[11]
- 2019 – Lisabon, Brusel a Praha[12] (koncertní provedení)

Po skončení druhé světové války a po pokusu německých národních socialistů zcela vyhladit polskou kulturu byla Wrocławská opera znovu otevřena 8. září 1945 národní operou Halka. V roce 2010 provedla operu s novým anglickým překladem Donalda Pippina společnost Pocket Opera v San Franciscu a Berkeley.
V USA operu uváděla společnost Polonia Opera Company ve městech s polskými emigranty. (New York, Detroit, Hartford a Chicago). Představení se ale konala také v Kanadě, Mexiku, Japonsku, Turecku, Rusku a na Kubě. V Rusku byla opera součástí rozšířeného standardního repertoáru až do raného poválečného období (třetí a poslední inscenace ve Velkém divadle se uskutečnila v roce 1949).